# Coliseo Álvaro Sánchez Silva
El Coliseo Álvaro Sánchez Silva es el pabellón de baloncesto de la ciudad de Neiva, capital del departamento del Huila al sur occidente de Colombia.

## Historia
El Coliseo "Álvaro Sánchez Silva", fue construido en el año 1986, cuando el Huila fue elegido, por primera vez, como sede de los Juegos Atléticos Nacionales.
El escenario deportivo construido en concreto, recibió su nombre en homenaje a quien fuera gobernador del Huila en esa época, un mandatario que logró construir la unidad deportiva que comprendió el coliseo y el estadio de fútbol, llamado en esa época La Libertad. Luego recibió el nombre de Guillermo Plazas Alcid, en reconocimiento a un alcalde de la capital huilense.
El coliseo con una capacidad para 8000 personas, ha sido el centro de toda una serie de eventos deportivos a nivel local, municipal, departamental, nacional e internacional, que van desde los Juegos Comunitarios, Intercolegiados y torneos nacionales hasta sudamericanos y preolímpicos en disciplinas como fútbol de salón, baloncesto, voleibol, gimnasia, ajedrez y lucha.
El escenario también ha sido utilizado para eventos culturales que se desarrollan en la ciudad como las veladas de elección y coronación del reinado popular, señorita Neiva, reinado departamental y nacional del bambuco; conciertos, ferias escolares, ferias equinas, artesanales y comunitarias.
Este recinto deportivo fue remodelado en el 2010. El gobernador Luis Jorge Sánchez García, hijo del exgobernador Álvaro Sánchez Silva (como fue bautizado el coliseo) le cambió la cara al escenario. Las baterías sanitarias fueron sustituidas, lo mismo que el techo, tapando por completo las goteras que inundaban la cancha principal. Además recibió una mano de pintura que mejoró notablemente su estado físico.
Nombre: Coliseo Cubierto Álvaro Sánchez Silva.
Localización: Calle 19 entre carreras 18 y 19 en el barrio La Libertad de Neiva.
Capacidad: 8000 espectadores.
Construido: En 1986 para los Juegos Nacionales.
Características: En el año 2010 incrustaron el nuevo maderamen, con motivo del Campeonato Suramericano de Baloncesto.

## Acontecimientos
El Coliseo ha sido usado para diferentes eventos deportivos y de otra índole tales como:
- Juegos Deportivos Nacionales de Colombia en 1986
- Torneo Sudamericano de Básquetbol de 2010
- Preolímpico Femenino de Baloncesto 2011
- Es sede del Club Deportivo Real Opita, que participa en la Copa Postobón de Microfútbol.
- También es usado para conciertos musicales
- Y utilizado para el Festival Folclórico y Reinado Nacional del Bambuco en la elección y coronación de las diferentes reinas.